# Наталія Іванеєва
Наталія Іванеєва (рос. Наталья Валентиновна Иванеева; нар. 9 лютого 1990) — російська плавчиня.
Призерка Чемпіонату світу з водних видів спорту 2017 року.
Призерка Чемпіонату Європи з плавання на короткій воді 2015 року.